# پیروز دوم کوشانشاه
پیروز دوم کوشانشاه (زبان باختری: Πιρωςο Κοϸανο ϸαηο) فرمانروای یکی مانده به آخر پادشاهی ساسانیان هند از سال ۳۰۳ تا ۳۳۰ بود. او جانشین هرمز دوم کوشانشاه بود.
مانند دو فرمانروای پیشین، هرمز یکم کوشانشاه و هرمز دوم کوشانشاه، پیروز سکه‌های مشابه در طول فرمانروایی‌اش ضرب کرد: دینارهای طلا و درام مس که در پایگاه اصلی کوشانی-ساسانی باختر ضرب می‌شد.